# غودا النوميدي
غودا (بالإنجليزية: Gauda)‏، هو ملك نوميديا الموحدة (حكم من 105 ق.م. إلى 88 ق.م) وهو ابن مستنبعل وأخو يوغرطة وحفيد ماسينيسا وأب هيمبسال الثاني وجد يوبا الأول.

## تاريخ
حكم مملكة نوميديا سنة 105 ق.م إلى 88 ق.م، ساعد أباه في حروبه ضد الرومان وقتل حوالي سنة 88 ق.م. حكم أولاده ماسينيسا الثاني وهيمصال الثاني وهيرباس من 88 ق.م إلى 60 ق.م، هناك من يقول عليه كان غودا ملكًا نوميديًا حكم من عام 105 ق.م إلى 88 ق.م وكان هو ابن ماستانابل أو مستنبعل وحفيد ماسينيسا. كان غودا أيضًا أخ للملك يوغرطة وكان والد هيمصال الثاني وجد يوبا الأول. وفقا لسالوست خلال حرب يوغرطة طلب جودا من القائد الروماني «كوينتوس كيسيليوس ميتيلوس» أن يترك له مقعدًا مثل الأمير بجانب نفسه وقوات مسلحة للحرس الشخصي لكن «ميتيلوس» رفض كلا الطلبين لأن هذا الحصار لم يُمنح إلا لأولئك الذين خاطبهم الشعب الروماني كملوك وسينظر إلى الحرس على أنه إهانة للرومان. ثم تآمر غودا ماريوس مع جايوس ماريوس للبحث عن الثأر عن الإغراق عن طريق تحطيم سمعة ميتيلوس وتجريده من قيادته واستبدال ماريوس بها. أصبح غودا ملكًا لنوميديا بعد أن هُزِم يوغورتا وأسرها الرومان بقيادة كايوس ماريوس.

## ذات صلة
- عائلة إيلاس